# KRTAP19-4
KRTAP19-4 (англ. Keratin associated protein 19-4) – білок, який кодується однойменним геном, розташованим у людей на довгому плечі 21-ї хромосоми. Довжина поліпептидного ланцюга білка становить 84 амінокислот, а молекулярна маса — 9 106.
| 10         |  | 20         |  | 30         |  | 40         |  | 50         |
| ---------- |  | ---------- |  | ---------- |  | ---------- |  | ---------- |
| MSYYGSYYRG |  | LGYGCGGFGG |  | LGYGYGCGCG |  | SFRRLGYGCG |  | FGGNGYGYCR |
| PSCYGGYGFS |  | ILLKSYPEDT |  | ISEVIRRSFN |  | LTKY       |  |            |

C: Цистеїн

D: Аспарагінова кислота

E: Глутамінова кислота

F: Фенілаланін

G: Гліцин

I: Ізолейцин

K: Лізин

L: Лейцин

M: Метіонін

N: Аспарагін

P: Пролін

R: Аргінін

S: Серин

T: Треонін

V: Валін